# Pia Schutzmann
Pia Beatrice Schutzmann (født 6. august 1940 i Bergamo, Italien) er en dansk maler, grafiker og billedhugger.
Pia Schutzmann påbegyndte i 1970 som 30-årig sin uddannelse som grafiker på Kunstakademiet under Palle Nielsen. Hendes raderinger er naturalistiske og skildrer ofte de nære ting i en let streg- og skraveringsteknik. Værkerne afslører i form af stilleben og interiører i lighed med kunstnere som Giorgio Morandi og Vilhelm Hammershøi. I begyndelsen af 1980erne begyndte hun at tegne portrætter med blyant. Et eksempel er dronning Ingrids portræt. Under et ophold i New York sidst i 1980erne afprøvede hun flere grafiske teknikker, såsom zinkografi og litografi og de store gnidebilleder, som hun udførte på japanpapir, motiverne var strukturer fra mure, fortove og gader.

## Hæder
- 1972 Gerda Iversen
- 1972 Hielmstierne-Rosencrone
- 1973 Aug. Schiøtt
- 1973-75 Kraft
- 1974 J.R. Lund
- 1975, 1977 og 1982 Statens Kunstfond
- 1975 Zach. Jacobsen
- 1975 Even Nielsen
- 1976 Villiam H. Michaelsen
- 1983 De Neuhausenske Præmier
- 1984 og 2003 Billedhuggeren Gerhard Hennings Legat
- 1987 Poul S. Christiansen
- 1988 2.præmien i konkurrence om udformningen af N.L. Høyen Medaljen
- 1991 FTF's Kulturpris
- 2002 Niels Mathiasen Prisen